# بيل لامار
بيل لامار (بالإنجليزية: Bill Lamar) هو لاعب كرة قاعدة أمريكي، ولد في 21 مارس 1897 في روكفيل في الولايات المتحدة، وتوفي في 24 مايو 1970 في Rockport, Massachusetts ‏ في الولايات المتحدة.

## وصلات خارجية
- بيل لامار على موقعبيزبول رفرنس.كوم (الدوري الرئيسي) (الإنجليزية)
- بيل لامار على موقعبيزبول رفرنس.كوم (الدوري الثانوي) (الإنجليزية)
- بيل لامار على موقع جمعية أبحاث البيسبول الأمريكية (الإنجليزية)